# خاچیک هاکوبیان
خاچیک آناستاسی هاکوبیان (ارمنی: Քաջիկ Անաստասի Հակոբյան ) سیاستمدار اهل ارمنستان بود که از تاریخ ۳ ژانویه ۱۹۴۱ تا تاریخ ۴ سپتامبر ۱۹۴۱ وزارت دادگستری ارمنستان را برعهده داشت.